# 古蓬祠堂群
古逢祠堂群·古民居，位于中国广东省肇庆市德庆县永丰镇古逢村，为德庆县的一个县级文物保护单位，类型为古建筑，公布时间为2001年8月23日。
古逢祠堂群·古民居的历史年代为明—清。